# Voie mère

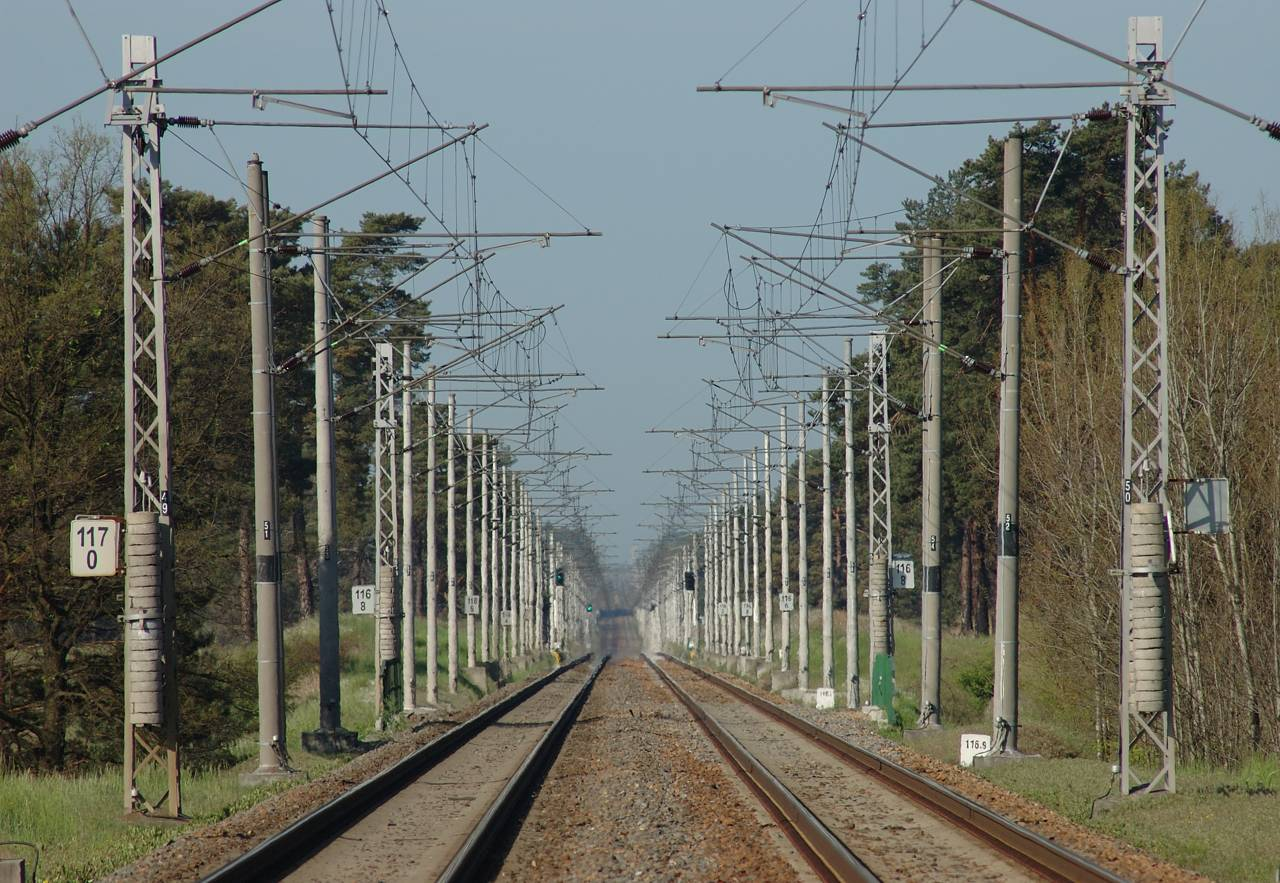
Exemple de voie mère en République Tchèque

Une voie mère d'embranchement est une voie du réseau ferré national dont la vocation est de desservir les embranchements particuliers qui y sont raccordés ainsi que les emplacements mis à la disposition des clients.
Il ne faut pas confondre les voies mères d'embranchement avec les voies industrielles ou les réseaux privés qui desservent des embranchements et des usines, comme, les chemins de fer des Bouches-du-Rhône près de Marseille, le chemin de fer industriel des Grésillons desservant les industries de Gennevilliers près de Paris...